# Carex johnstonii
Espèce
Classification phylogénétique
Carex johnstonii est une espèce de plantes du genre Carex et de la famille des Cyperaceae.